# گیاه خانگی
گیاه خانگی یا گیاه آپارتمانی به گیاهی گفته می‌شود که در فضاهای بسته مانند خانه‌ها و اداره‌ها رشد می‌کند. گیاهان خانگی معمولاً با اهداف تزیینی، تأثیرات مثبت روانشناسانه، تازه نگه داشتن هوا یا به علت اثراتی که بر سلامتی دارد مانند تمیزسازی هوای داخل خانه پرورش داده می‌شوند. گیاهانی که به منظورهای گفته‌شده در بالا پرورش داده می‌شوند، معمولاً، هرچند نه همیشه، گیاهان گرمسیری یا نیمه گرمسیری مانند گیاهان هوایی، گیاهان آب‌دار یا کاکتوس‌ها هستند.
گیاهان خانگی، به مقدار مناسب رطوبت، نور غیرمستقیم، ترکیبات موجود در خاک، دمای مناسب، کود و ظرف یا گلدان مناسب نیاز دارند.

## تأثیر بر پاکسازی هوای داخل ساختمان
گیاهان خانگی مواد آلاینده کیفیت هوای داخل ساختمان از جمله ترکیبات آلی فرار مانند بنزن، تولوئن، زایلن (خانواده‌ای از هیدروکربن‌های سمی و قابل اشتعال و معطر) را کاهش می‌دهند. این ترکیبات در مرحله اول توسط میکروارگانیسم‌های موجود در خاک برطرف می‌شوند. این گیاهان می‌توانند (CO2) کربن دی‌اکسید موجود در خاک را هم که با کار کمتر مرتبط است از داخل ساختمان برطرف کنند. تأثیر این گیاهان برای استفاده در سفینه‌ها توسط ناسا مورد پژوهش قرار گرفته است.همچنین به نظر می‌رسد گیاهان می‌توانند میکروبهای موجود در هوا را کاهش داده و رطوبت را هم افزایش دهد.

## نگارخانه

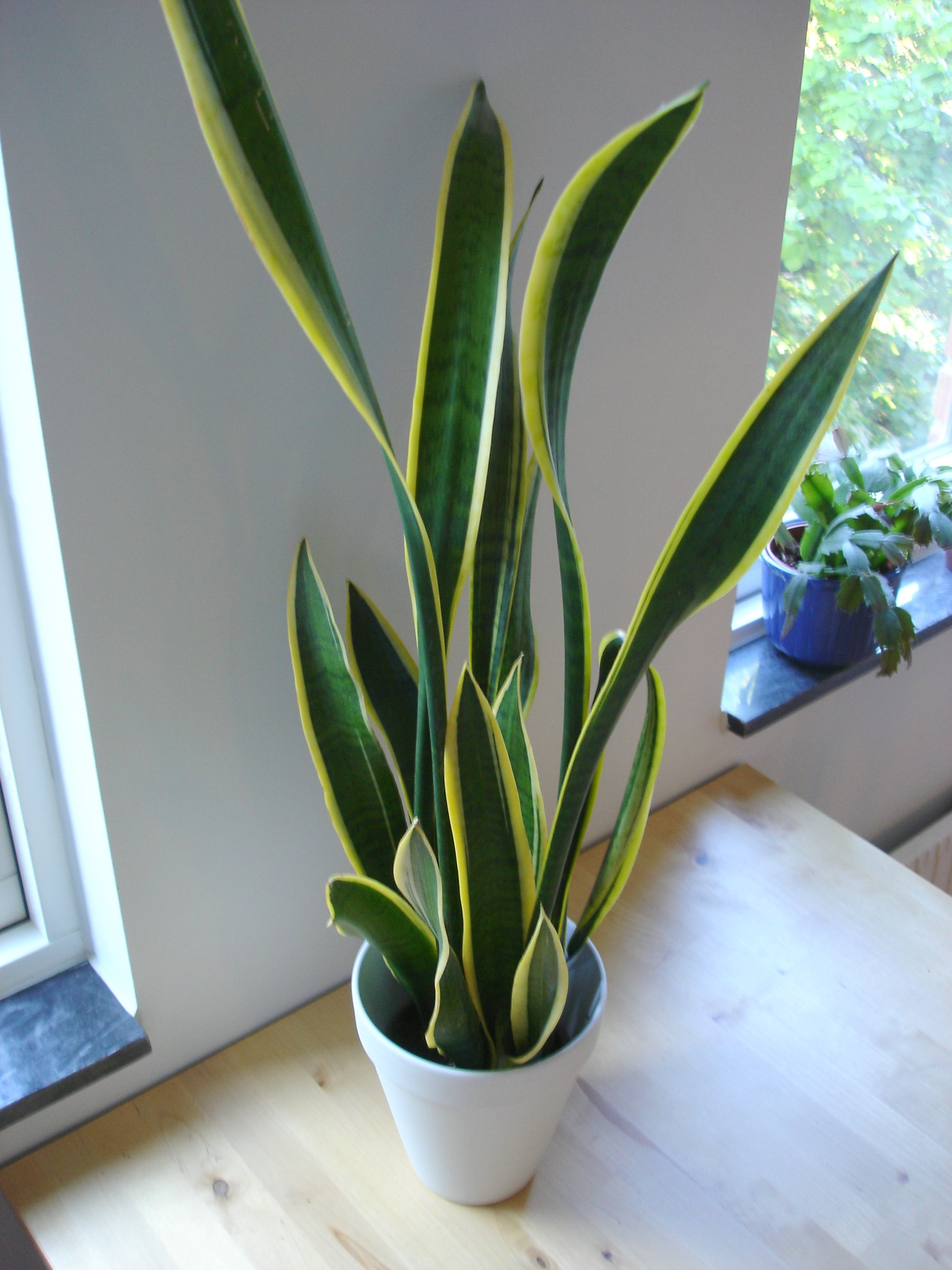
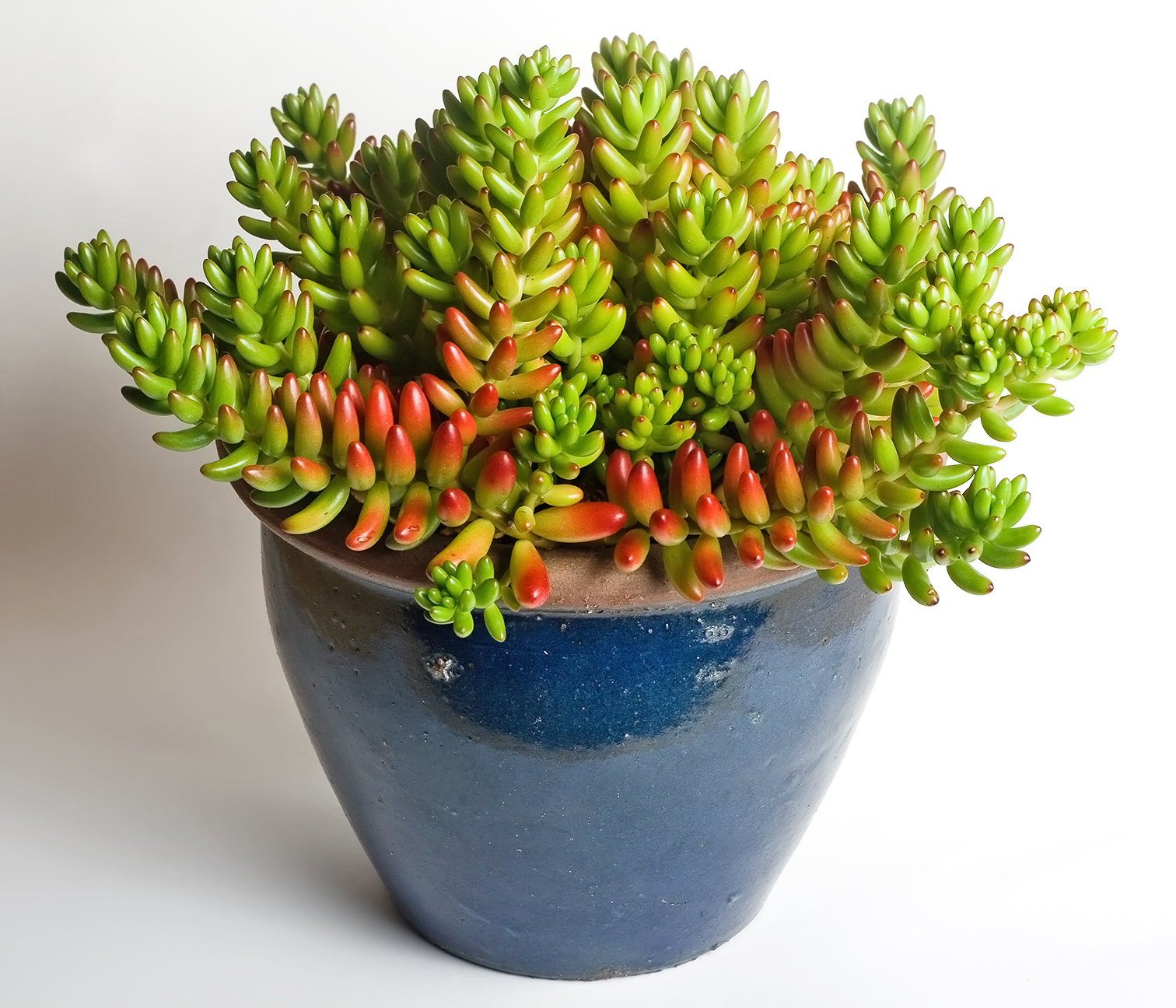
سدوم روبروتینکتوم
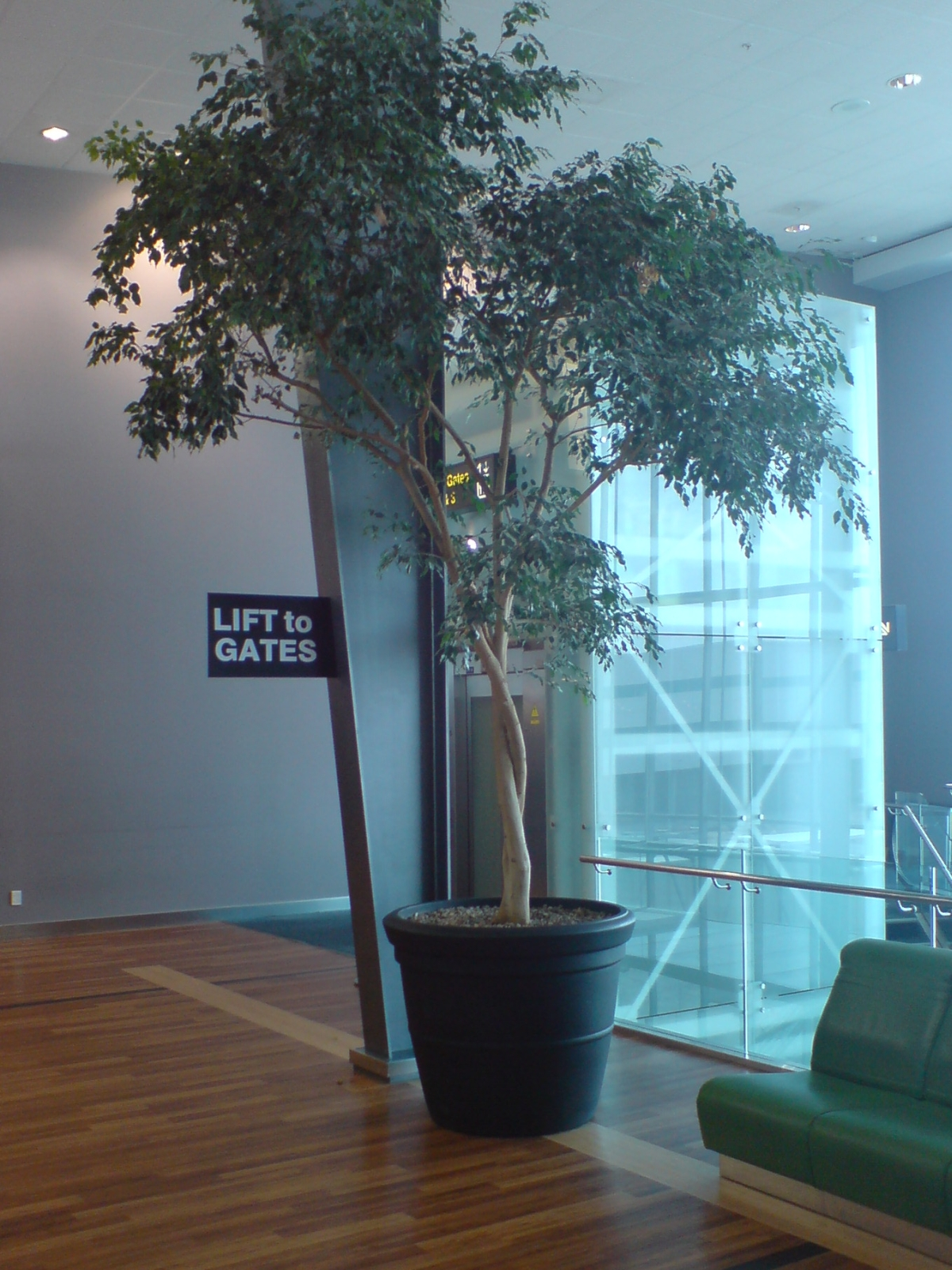
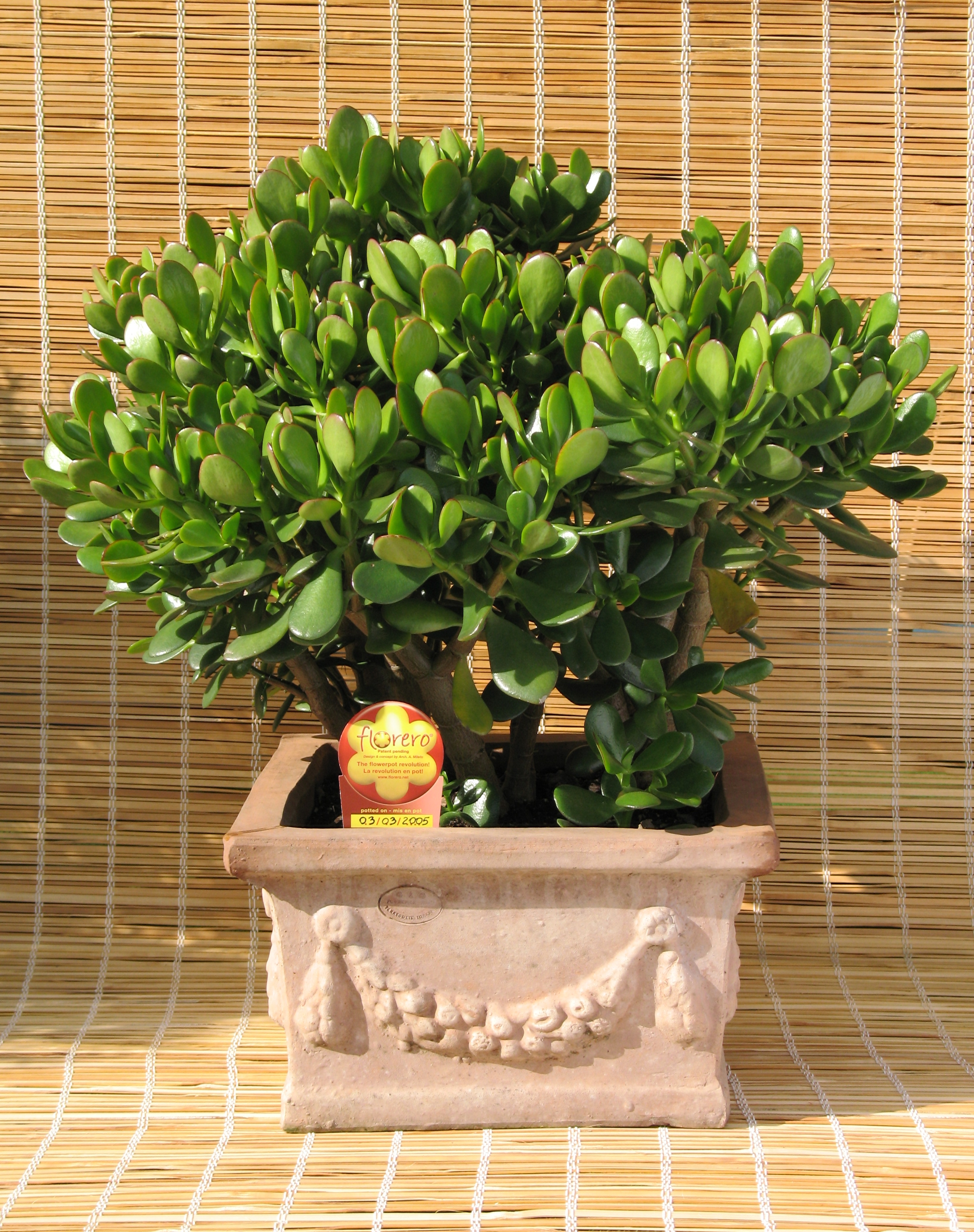
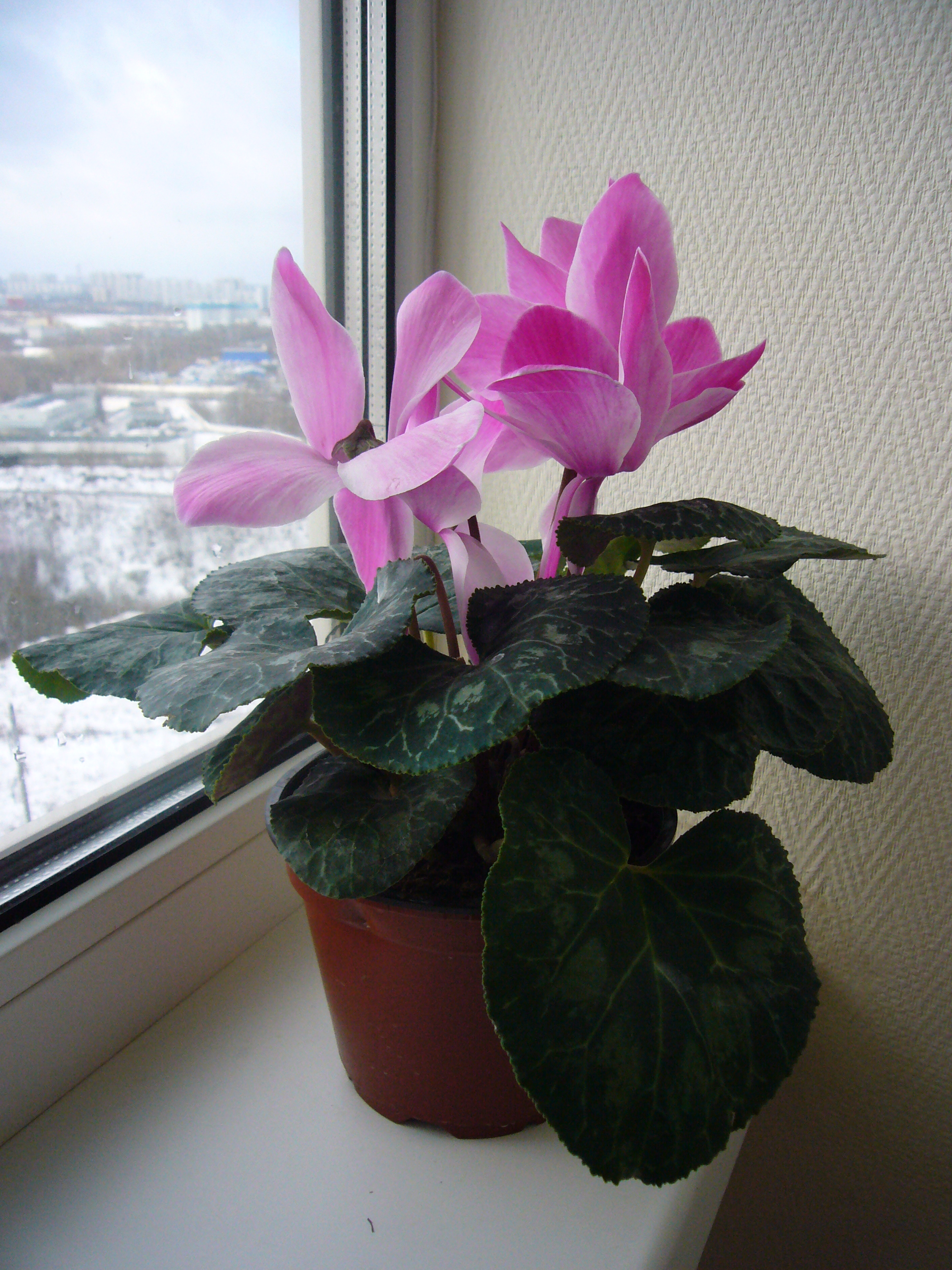
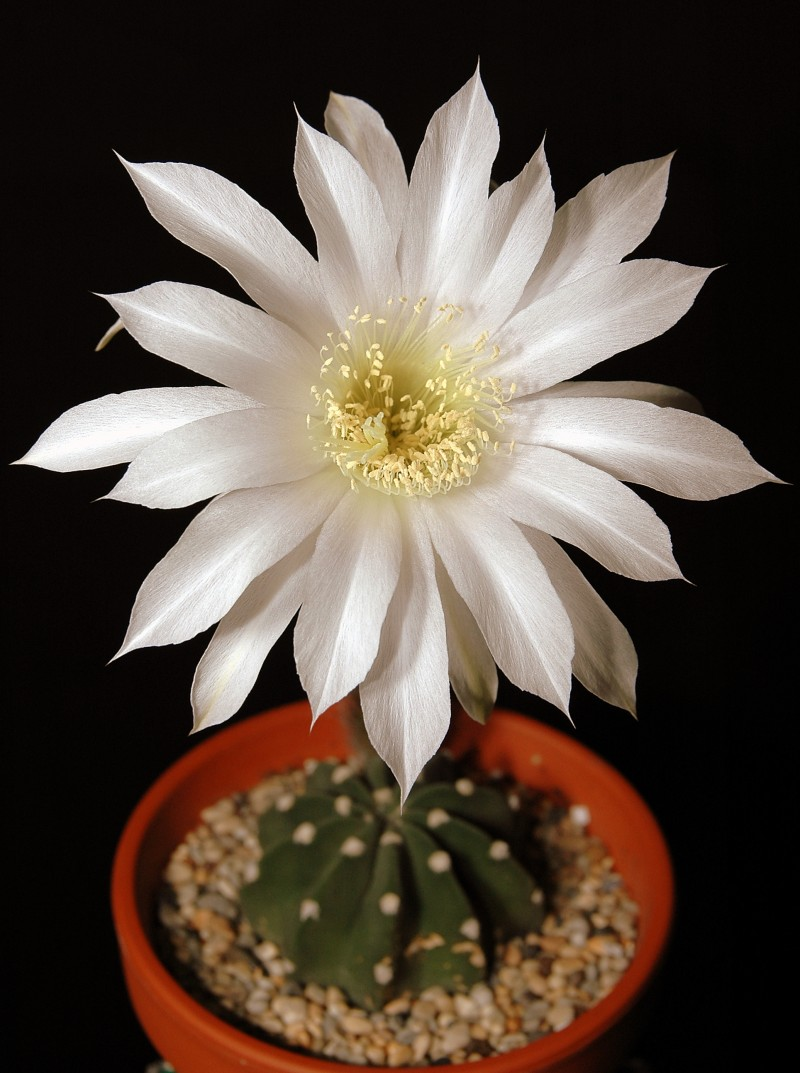
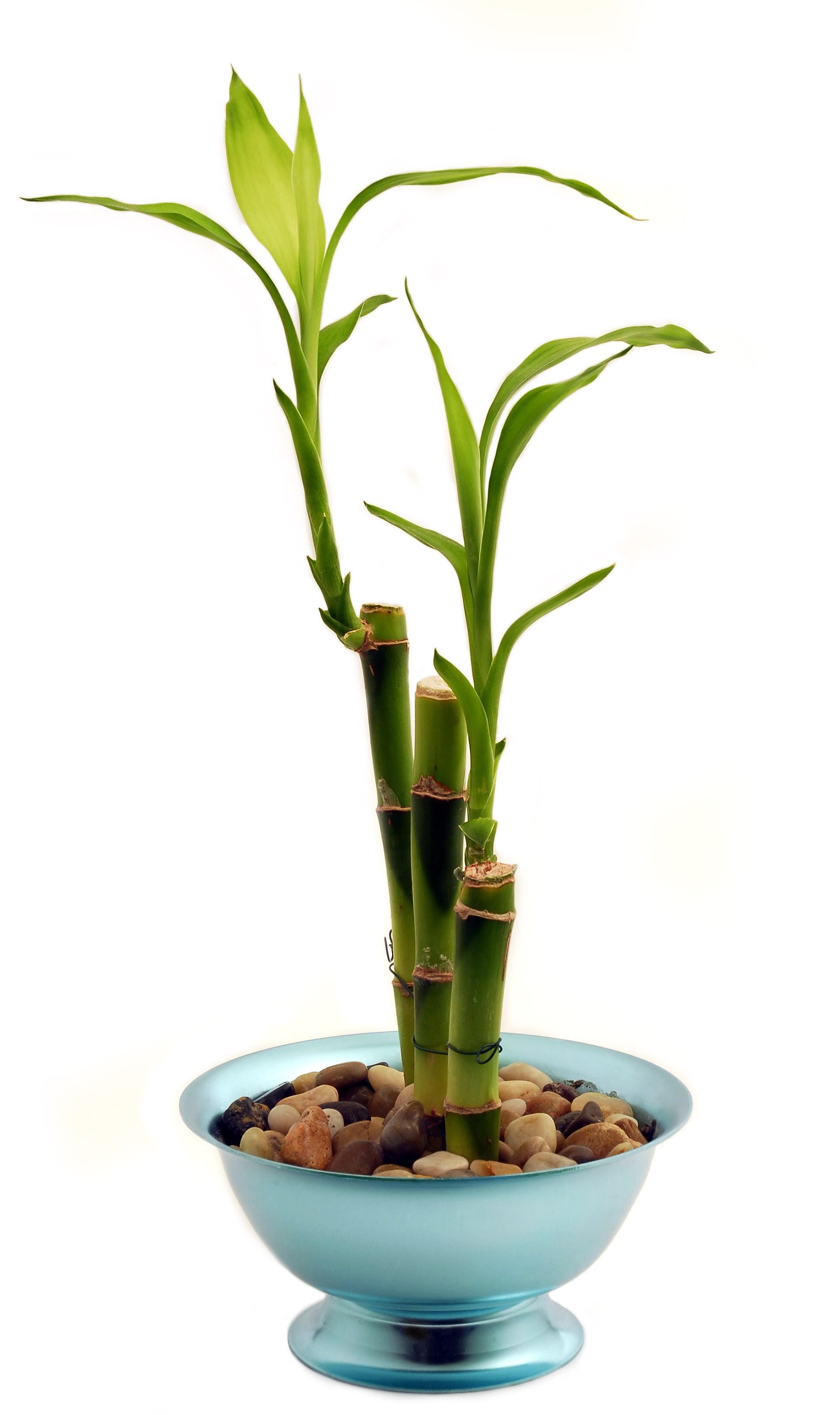
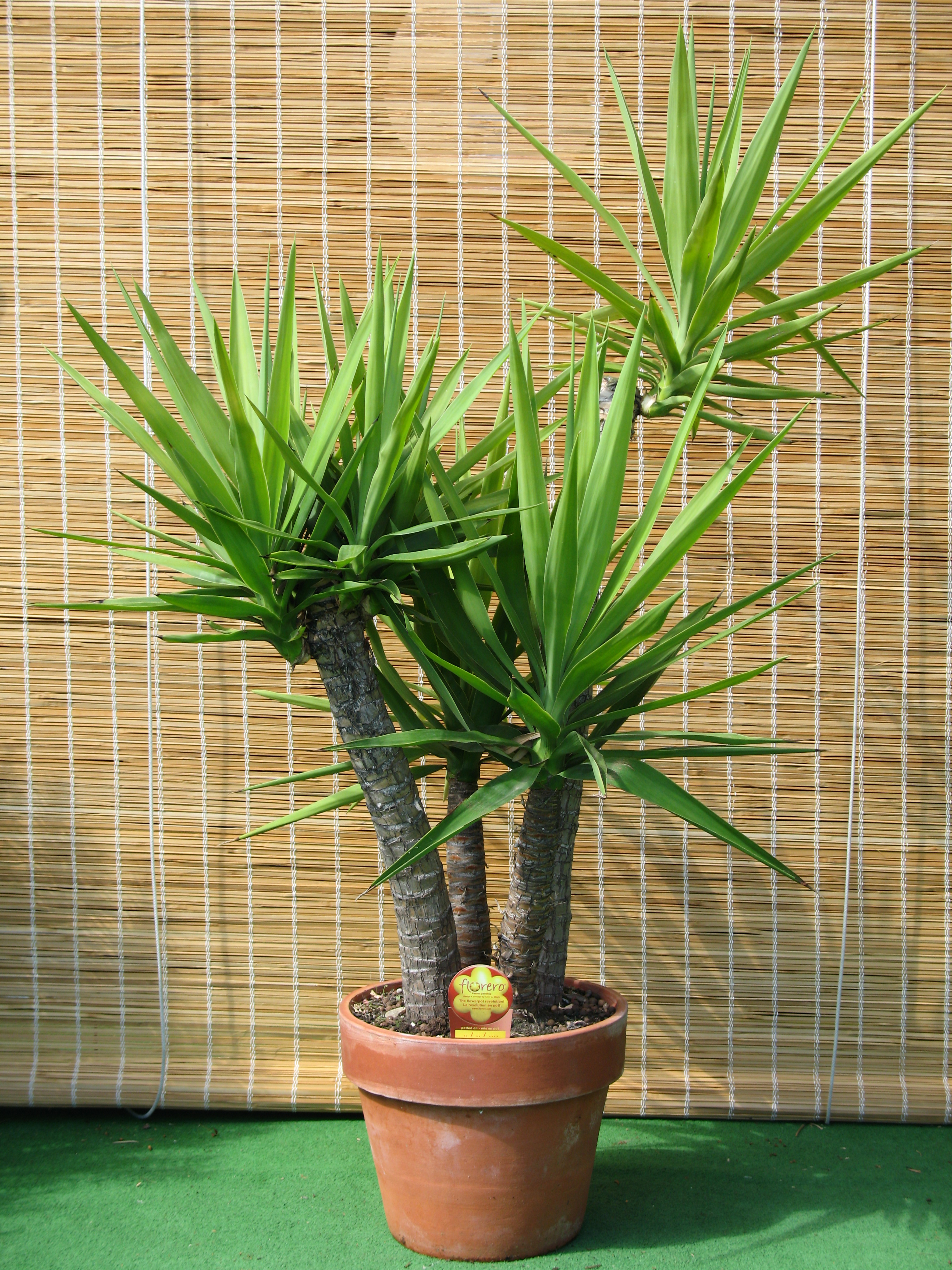